# Division 1 (Bélgica) 2002-03
La Primera División de Bélgica 2002/03 fue la 100.ª temporada de la máxima competición futbolística en Bélgica.

## Tabla de posiciones
| Pos | Equipo                    | PJ | PG | PE | PP | GF | GC | Pts | DG  | Notas                                                    |
| --- | ------------------------- | -- | -- | -- | -- | -- | -- | --- | --- | -------------------------------------------------------- |
| 1   | Club Brugge               | 32 | 25 | 4  | 3  | 96 | 33 | 79  | +63 | Clasificado a la Liga de Campeones de la UEFA 2003-04[1] |
| 2   | R.S.C. Anderlecht         | 32 | 23 | 2  | 7  | 72 | 33 | 71  | +39 | Clasificado a la Liga de Campeones de la UEFA 2003-04[1] |
| 3   | Lokeren                   | 32 | 18 | 6  | 8  | 69 | 51 | 60  | +18 | Clasificado a la Copa de la UEFA 2003-04                 |
| 4   | K. Sint-Truidense V.V.    | 32 | 16 | 8  | 8  | 63 | 44 | 56  | +19 | Clasificado a la Copa Intertoto de la UEFA 2003          |
| 5   | Lierse S.K.               | 32 | 16 | 8  | 8  | 51 | 41 | 56  | +10 | Clasificado a la Copa Intertoto de la UEFA 2003          |
| 6   | K.R.C. Genk               | 32 | 16 | 7  | 9  | 73 | 52 | 55  | +21 |                                                          |
| 7   | Standard Liège            | 32 | 14 | 8  | 10 | 53 | 39 | 50  | +14 |                                                          |
| 8   | K.A.A. Gent               | 32 | 15 | 2  | 15 | 49 | 55 | 47  | -6  |                                                          |
| 9   | R.A.E.C. Mons             | 32 | 13 | 4  | 15 | 45 | 45 | 43  | 0   |                                                          |
| 10  | K.V.C. Westerlo           | 32 | 12 | 4  | 16 | 39 | 46 | 40  | -7  |                                                          |
| 11  | K.S.K. Beveren            | 32 | 12 | 2  | 18 | 52 | 69 | 38  | -17 |                                                          |
| 12  | R. Antwerp F.C.           | 32 | 9  | 7  | 16 | 44 | 55 | 34  | -11 |                                                          |
| 13  | R.E. Mouscron             | 32 | 9  | 5  | 18 | 42 | 72 | 32  | -30 |                                                          |
| 14  | K.F.C. Germinal Beerschot | 32 | 8  | 7  | 17 | 49 | 57 | 31  | -8  |                                                          |
| 15  | R.A.A. Louviéroise        | 32 | 7  | 9  | 16 | 34 | 44 | 30  | -10 | Clasificado a la Copa de la UEFA 2003-04                 |
| 16  | R. Charleroi S.C.         | 32 | 6  | 9  | 17 | 39 | 66 | 27  | -27 |                                                          |
| 17  | Y.R. K.V. Mechelen        | 32 | 4  | 6  | 22 | 18 | 86 | 18  | -68 | Descenso a la Division III [2]                           |
| 18  | K.F.C. Lommel S.K.        | 0  | 0  | 0  | 0  | 0  | 0  | 0   | 0   | [3]                                                      |

PJ = Partidos jugados; PG = Partidos ganados; PE = Partidos empatados; PP = Partidos perdidos; GF = Goles a favor; GC = Goles en contra; Pts = Puntos; DG = Diferencia de goles
[1] Club Brugge compite en la tercera ronda de la Copa de la UEFA 2003-04 después de terminar tercero en su grupo de Liga de Campeones.
[2] Y.R. K.V. Mechelen compró al jugador Luis Guadalupe, que tras una denuncia de su antiguo club, Universitario de Perú, alegando que no le habían pagado el precio del traspaso, ocasionó el castigo por parte de la FIFA, que consistía la pérdida de categoría y descenso hasta la Tercera División.
[3] K.F.C. Lommel S.K. se retiró después de 26 partidos ya que solo tenía 13 jugadores restantes. Todos los resultados fueron anulados y el club fue relegado a la Tercera División después de entrar en liquidación, y se fusionó con KVV Overpelt Fabriek para comenzar la temporada 2003-04 como KVSK United.